# Тыджыта
Тыджыта (осет. Тыджытæ), ранее Нагомеу (осет. Нагомеу, груз. ნაგომევი — Нагомеви) — село в Закавказье, расположено в Ленингорском районе Южной Осетии, фактически контролирующей село; согласно юрисдикции Грузии — в Ахалгорском муниципалитете.

## География
Село находится на крайнем юго-востоке Ленингорского района на границе с собственно Грузией.

## Население
Село населено этническими осетинами. По данным 1959 года в селе жило 150 жителей — в основном осетины. По данным переписи 2002 года (проведённой властями Грузии, контролировавшей восточную часть Ленингорского/Ахалгорского района на момент проведения переписи), в селе жило 29 жителей, из которых осетины составили 93 % (27 человек), грузины - около 7 % (2 человека).

## История
В период южноосетинского конфликта в 1992—2008 гг. село входило в состав восточной части Ленингорского района, находившейся в зоне контроля Грузии. После войны в августе 2008 года село перешло под контроль властей РЮО.

## Топографические карты
- Лист карты K-38-66 Душети. Масштаб: 1 : 100 000. Состояние местности на 1987 год. Издание 1989 г. Издание 1989 г.
- Лист карты K-38-65 Ленингори. Масштаб: 1 : 100 000. Издание 1979 г.